# Pedro Miguel González
Pedro Miguel González Pinzón (ciudad de Panamá, 1 de enero de 1965) es un político panameño y miembro del Partido Revolucionario Democrático, hijo del político Gerardo González Vernaza. Fue diputado de la Asamblea Nacional de Panamá y del 1 de septiembre de 2007 al 31 de agosto de 2008 fue su presidente. La elevación de González como presidente causó controversia por motivo de las acusaciones del gobierno de los Estados Unidos contra González. González es requerido por el gobierno de los Estados Unidos acusado de matar a Zak Hernández, un soldado estadounidense, en 1992 en territorio panameño.  La Secretaría de Estado de los EE. UU. Condoleezza Rice regañó al gobierno de Panamá y calificó la presencia de González de «profundamente problemática».

## Impacto en el Tratado de libre comercio
Debido a la elección de González como Presidente de La Asamblea, el Congreso de los Estados Unidos no va a considerar el Tratado de libre comercio firmado entre los gobiernos en 2007.
Con muchas esperanzas, el Tratado de Libre Comercio entre Panamá y Estados Unidos estaba firmado por los dos gobiernos el 28 de junio de 2007 en Washington D. C.
El Secretario de Comercio de los Estados Unidos, Carlos M. Gutiérrez, llamó la elección de González como «un obstáculo» a la aprobación del TLC.
El Presidente de la Cámara de Comercio de Panamá, Domingo Latorraca, ha pedido frecuentemente la renuncia de González para evitar que se afecte la ratificación del TLC.
La candidata presidencial norteamericana Hillary Rodham Clinton dijo que «mientras el presidente de la Asamblea Nacional de Panamá es un fugitivo de la justicia de los EE.UU., no puedo respaldar ese tratado.»

## Carrera política
En las elecciones de 2009 intentó reelegirse como diputado pero fue derrotado por el candidato opositor en su circuito y perdió su escaño. Tras las presiones de renuncia a todo el Consejo Ejecutivo Nacional (CEN), renunció pero se presentó candidato y fue elegido para ser parte del CEN provisional que reestructurará el partido siendo Primer Subsecretario.[cita requerida]
En las elecciones de 2014 salió electo por el PRD en el circuito electoral 9-3.
En octubre de 2014 fue asignado por el pleno de la Asamblea Nacional de Diputados como fiscal en el caso del magistrado de  La Corte Suprema de Justicia Alejandro Moncada Luna
El 5 de marzo de 2023, junto a muchos simpatizantes, oficializó su precandidatura presidencial